# Miladinovci
Miladinovci är en ort i Nordmakedonien. Den ligger i den centrala delen av landet, 18 kilometer öster om huvudstaden Skopje. Miladinovci ligger 262 meter över havet och antalet invånare är 1 315.